# Rino Francescato
Rino Francescato (Treviso, 1º dicembre 1957) è un ex rugbista a 15 italiano.

## Palmarès
- Campionati italiani: 2
Benetton Treviso: 1977-78, 1982-83